# Athyreus bilbergi
Athyreus bilbergi is een keversoort uit de familie cognackevers (Bolboceratidae). De wetenschappelijke naam van de soort werd in 1832 gepubliceerd door John Edward Gray.